# Sed de venganza
Sed de venganza este o telenovelă americană din 2024.

## Distribuție
- Isabella Castillo - Fernanda Ríos / Regina Castaño[2]
- Danilo Carrera - Francisco Ramírez / Emilio Montenegro
- Alexa Martín - Elisa del Pino
- Carlos Torres - Gabriel del Pino[3]
- Sebastián Carvajal - Marcelo Echeverri
- Diego Olivera - Eugenio Beltrán[3]
- Daniela Martínez - Mónica Rodríguez
- Roberto Romano - Alonso del Pino
- Fefi Oliveira - Brenda Ferrero
- Rodolfo Salas - Roberto León[4]
- María José Camacho - Ana del Pino
- Javier Ponce - Sebastián del Pino
- Sandra Itzel - Patricia Flores
- Humberto Búa - Fermín Pérez
- Roberta Burns - Tania Villanueva
- María Laura Quintero - Erika Flores
- Claudia Coira - Claudia Flores
- María Eugenia Arboleda - Mirna Guerrero
- Saúl Lisazo - Alfredo del Pino